# Aphelosternus interstitialis
Aphelosternus interstitialis är en skalbaggsart som först beskrevs av J. L. Leconte 1851.  Aphelosternus interstitialis ingår i släktet Aphelosternus och familjen stumpbaggar. Inga underarter finns listade i Catalogue of Life.